# Fraxinus nigra
Fraxinus nigra — вид квіткових рослин з родини маслинових (Oleaceae).

## Опис
Це повільноросле дерево. Це листопадне дерево середнього розміру, що досягає 15–20 метрів (у виняткових випадках 26 метрів) заввишки з діаметром стовбура до 60 см, у виняткових випадках до 160 см. Кора сіра, товста і коркова навіть на молодих деревах, з віком стає лускатою і тріщинистою. Листки 20–45 см завдовжки, супротивні, перисто-складні, з 7–13 (частіше 9) листочків; листочки сидячі, 7–16 × 2.5–5 см, з дрібно-зубчастим краєм. Квітки утворюються навесні незадовго до появи нових листків, у пухких волотях; вони непоказні, без пелюсток, запилюються вітром. Плід — крилатка завдовжки 2.5–4.5 см, складається з однієї насінини завдовжки 2 см з подовженим верхівковим крилом 1.5–2 × 6—8 мм.

## Поширення

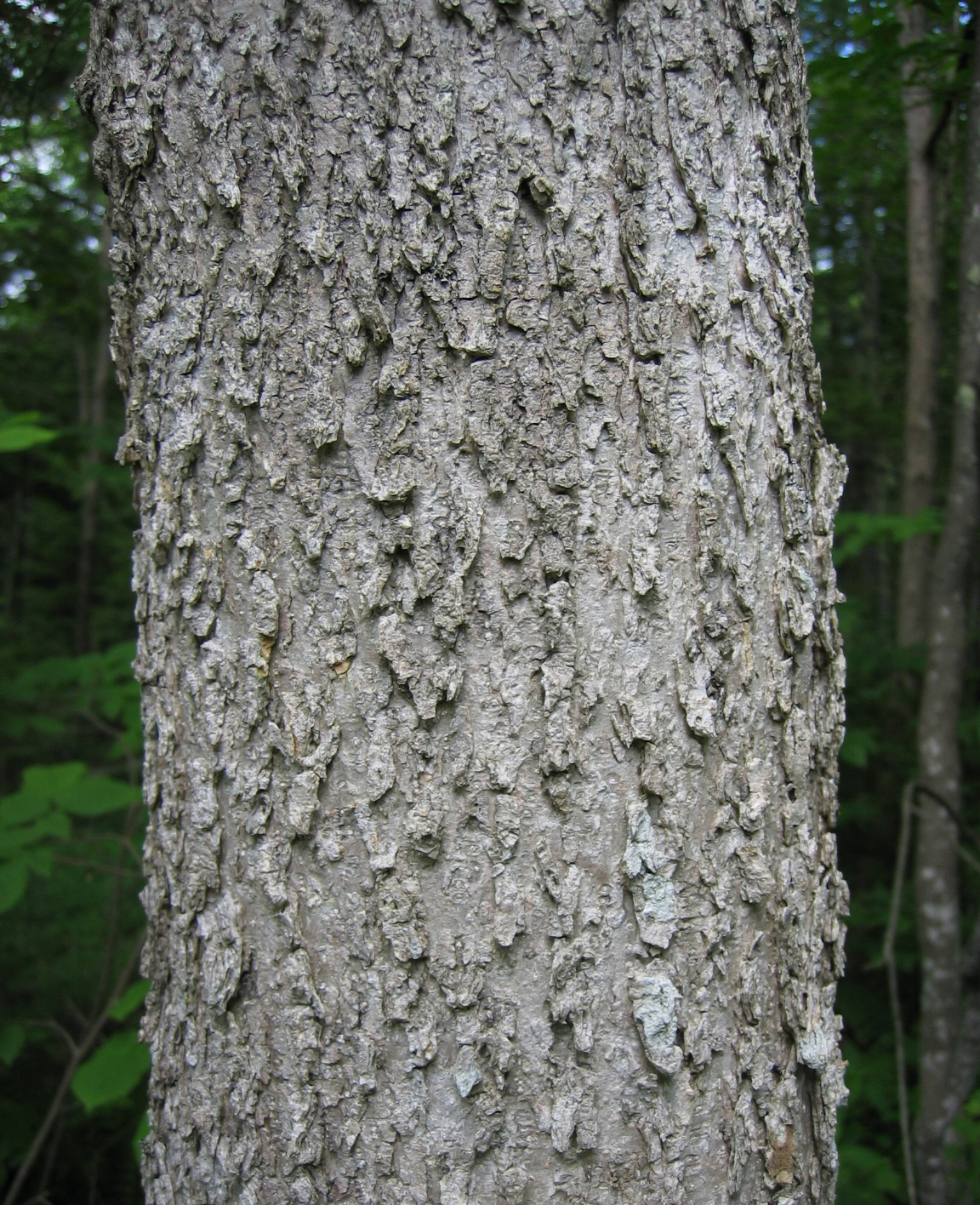
Кора

Зростає в Північній Америці: Канада (Онтаріо); США (Вісконсин, Західна Вірджинія, Вермонт, Род-Айленд, Пенсильванія, Огайо, Нью-Йорк, Нью-Джерсі, Нью-Гемпшир, Невада, Коннектикут, Делавер, Іллінойс, Індіана, Айова, Мен, Мериленд, Массачусетс, Мічиган, Міннесота).
Росте на висотах від 0 до 900 метрів. Зустрічається в північних болотистих лісах. Може утворювати чисті насадження на болотах і вологих місцях і навіть вважається кульмінаційним видом на місцях із погано дренованим торф'яним або гнилим ґрунтом. Насіння є важливим джерелом їжі для пернатої дичини, співочих птахів і дрібних тварин, а гілочки та листя є джерелом їжі для оленів і лосів.

## Використання

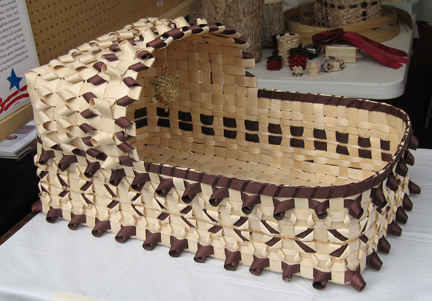
Кошик із чорного ясена

Використовується для обшивки панелями, меблів і кошиків. Через смертність, спричинену смарагдовим попелястиком (Agrilus planipennis), муніципалітети зараз витрачають мільярди доларів на видалення мертвого попелу з громад у США та Канаді.